# Brüder Heitger
Die Brüder Heitger waren zwei bekannte Raubmörder in der Zeit der Weimarer Republik.

## Herkunft
Johann (* 13. September 1904 in Gelsenkirchen; † 25. Oktober 1928 in Köln) und Heinrich (* 28. Juli 1907 in Gelsenkirchen; † 22. Oktober 1928 in Köln) Heitger waren Bergmannsöhne. Ihr Vater starb 1914, kurz vor Ausbruch des Ersten Weltkriegs. Zusammen mit ihrem Stiefvater zogen sie 1920 nach Altenessen.

## Raubmord in Byfang
Nachdem Johann Heitger, angeleitet von seinem Vetter Willi Hübsche, schon kleinere Delikte begangen hatte, stahlen die Brüder Heitger am 9. Juni 1927 in Essen-Rüttenscheid ein Auto und überfielen in Essen-Byfang gemeinsam mit ihrem Freund Karl Lindemann den Sekretär einer Knappschaft, Heinrich Küpper, als er die Knappschaftsgelder auszahlen wollte. Küpper wurde dabei von Johann Heitger erschossen. Die Bande entkam unerkannt. Die Beute von 18.000 Mark investierten die Heitgers in ein Fuhrgeschäft in Essen, das allerdings wenig erfolgreich war.

## Banküberfall in Gladbeck
Am 5. Mai 1928 stahlen die Brüder Heitger gemeinsam mit Karl Lindemann und Willi Hübsche in Dortmund ein Auto und überfielen die Reichsbanknebenstelle in Gladbeck, wo sie mit Waffengewalt 34.000 Mark raubten. Diesmal kam ihnen die Polizei auf die Spur. Als der Kriminalsekretär Klemens Oßkopp sie in ihrem Unterschlupf in der Schlenhofstraße 25 in Essen entdeckte, erschoss ihn Heinrich Heitger. Willi Hübsche wurde am 15. Mai 1928 in Herne verhaftet. Die Brüder Heitger und Lindemann flüchteten über Frankfurt am Main und München nach Seehausen am Staffelsee.

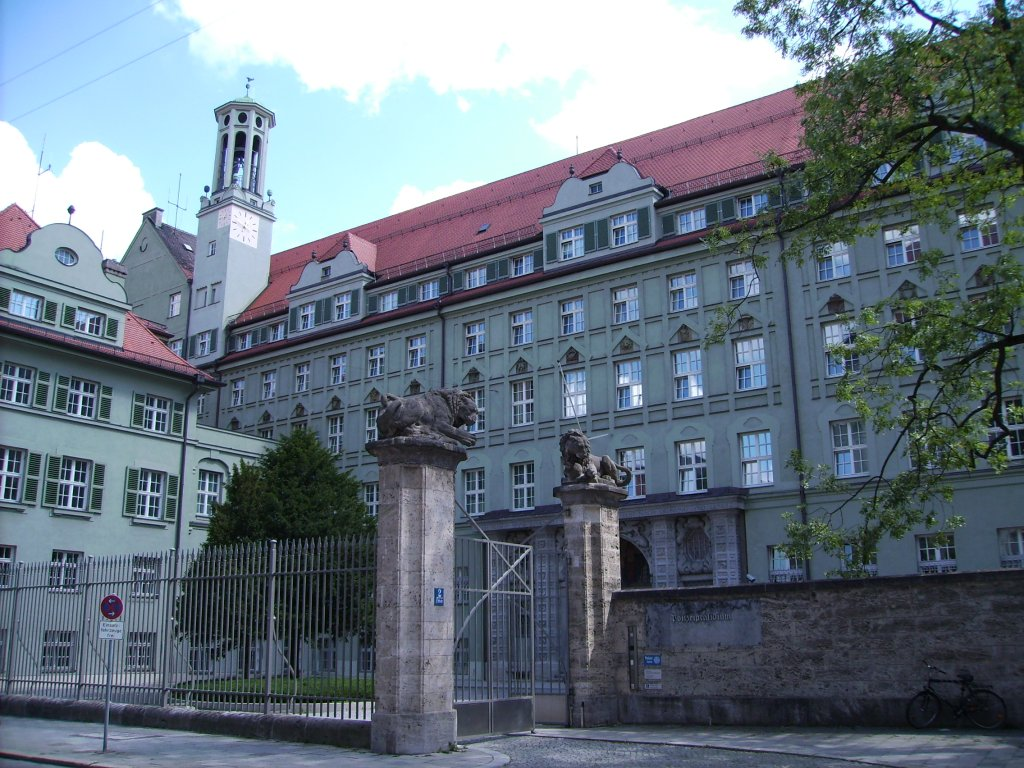
Ins Passbüro des Münchner Polizeipräsidiums in der Ettstraße brachen die Brüder Heitger und Karl Lindemann ein, um sich falsche Papiere zu besorgen

## Einbruch ins Polizeipräsidium München
Weil die Heitgers und Lindemann in eine Schlägerei in einer Gastwirtschaft verwickelt wurden, nahm die Polizei von Murnau sie vorübergehend fest. Obwohl sie sich nicht ausweisen konnten, ließ man sie bald wieder laufen. Um sich falsche Papiere fertigen zu können, brachen sie am 29. August 1928 in das Passbüro des Münchner Polizeipräsidiums ein und entwendeten mehrere Blankoformulare, den Polizeistempel und zehn schon ausgefertigte Pässe.

## Versuchte Festnahme in Köln
Die Heitgers und Lindemann reisten über mehrere Stationen nach Köln, wo sie im Agnesviertel zur Untermiete wohnten. Ihr Vermieter schöpfte Verdacht und verständigte die Polizei. Daraufhin wurden die Heitger-Brüder und Karl Lindemann am 20. Oktober 1928 nach einem Schusswechsel verhaftet. Die Brüder Heitger konnten sich während des Transports zum Polizeirevier dank einer versteckten Pistole den Weg freischießen, wobei sie den Kriminalassistenten Philipp Vollmer töteten und weitere Personen verletzten. Sie stahlen ein Auto und konnten ihren Verfolgern entkommen. Karl Lindemann kam ins Gefängnis.

## Tod von Heinrich Heitger
Trotz des enormen Polizeiaufgebots in Köln, des bis dahin mutmaßlich größten in der deutschen Kriminalgeschichte, blieben die Brüder Heitger zunächst verschwunden. Am Abend des 22. Oktober 1928 wurden sie dabei entdeckt, wie sie ein Motorrad in Köln stehlen wollten. Bei der anschließenden Verfolgungsjagd, in deren Verlauf ein Passant durch einen Schuss getötet wurde, kaperten die Brüder Heitger eine Straßenbahn der Linie 12 und durchbrachen mit ihr eine Polizeibarrikade. Dann flüchteten sie in eine Grünanlage nördlich des Riehler Walls (heute: Elsa-Brändström-Straße). Die Polizei umstellte das Gelände und konnte den schwer verletzten Heinrich Heitger ergreifen. Als dieser im letzten Moment wieder eine versteckte Waffe zog, wurde er von der Polizei erschossen. Sein älterer Bruder Johann rettete sich über die Mauer der Villa des Fabrikanten Koch am Riehler Wall 6. Obwohl die Polizei umgehend den gesamten Häuserblock umstellte und anschließend Zimmer für Zimmer durchsuchte, konnte sie Johann Heitger nicht finden.

## Tod von Johann Heitger
Johann Heitger hatte es geschafft, sich in einer Regenrinne vor seinen Verfolgern zu verstecken. Am 25. Oktober 1928 trieben ihn Hunger und Durst ins Innere der Villa von Generaldirektor Christian Oertel am Kaiser-Friedrich-Ufer 105 (heute Konrad-Adenauer-Ufer), wo er entdeckt wurde. Als die Polizei anrückte, verbarrikadierte er sich in einem Zimmer im obersten Stockwerk und erschoss einen Polizisten, der sich in den Raum hineintraute. Daraufhin setzte die Polizei Handgranaten ein. Schließlich konnte der schwer verletzte Johann Heitger festgenommen werden. Er starb am Abend des 25. Oktobers 1928 im Vinzenzhospital in Köln, damals noch in der Eintrachtstraße. Er wurde gemeinsam mit seinem Bruder in Altenessen beerdigt.

## Nachwirkung
Die Arbeitersöhne Heitger wurden von sozialistisch orientierten Teilen der Presse idealisiert und zu Klassenkämpfern stilisiert. Unter anderem schrieb Erich Mühsam das Gedicht Brüder über ihre Taten. Auf dem spektakulären Fall basiert auch lose der 1978 erschienene Spielfilm Das fünfte Gebot von Duccio Tessari mit Helmut Berger, Peter Hooten und Udo Kier. Anselm Weyer hat 2023 über die Ereignisse sowie das weitere Schicksal des Heitger-Komplizen Willi Hübsche einen „wahren Krimi“ publiziert, der laut Eigenaussage des Greven Verlags ausschließlich auf Archivmaterialien beruht.

## Verfilmung
- Das fünfte Gebot. Spielfilm von Duccio Tessari. Deutschland 1978. 113 Minuten.[23] (Auch bekannt als Verdammt bis in den Tod.)